# Philip Morris
Pour les articles homonymes, voir Philip Morris (homonymie) et Morris.
Ne pas confondre avec Phil Morris (1959-), de son vrai nom Philip Morris, acteur américain.
Philip Morris est une marque américaine de cigarettes blondes fabriquées aux États-Unis par Philip Morris USA, une filiale d'Altria, et dans le reste du monde par Philip Morris International (PMI). Distribuée dans plus de 40 pays, c'est la cinquième marque de cigarettes la plus vendue de PMI : elle s'est écoulée à 35 milliards d'unités en 2013.

## Historique
Philip Morris, petit importateur de tabac, ouvre sa première boutique à Londres en 1847. Après sa mort, en 1873, sa famille continuera le commerce du tabac sous le même nom et en 1902, les cigarettes de marque Philip Morris commencent à être exportées vers les États-Unis, avec la création de l'entreprise Philip Morris & Co., Ltd à New York. Elle sera à l'origine du lancement de Marlboro en 1924.

## Déclinaisons
- Philip Morris Filter Kings
- Philip Morris Bleue
- Philip Morris Green
- Philip Morris Ice Kings
- Philip Morris White Silver
- Philip Morris Red